# Acalyptris pistaciae
Acalyptris pistaciae is een vlinder van de familie van de dwergmineermotten (Nepticulidae), van de onderfamilie van de Nepticulinae. De wetenschappelijke naam van deze soort is voor het eerst voorgesteld door Erik van Nieukerken in een publicatie uit 2007. Deze soort is vernoemd naar het geslacht van de waardplant, Pistacia.
De spanwijdte bedraagt bij het mannetje 4,0 tot 5,3 millimeter en bij het vrouwtje 3,7 tot 4,9 millimeter.

## Voorkomen
De soort komt voor in Griekenland (vasteland en eilanden), Cyprus en Turkije.

## Biologie
De rups leeft op Pistacia terebinthus en Pistacia lentiscus (Anacardiaceae). Het ei wordt op bovenkant van het blad afgezet, meestal dichtbij een nerf. De rups leeft in en van het blad en vormt zo een vraatspoor in de vorm van een gangetje dat een gangmijn wordt genoemd. De uitgang van de mijn zit aan de bovenkant van het blad.